# Fleury (Moselle)
Fleury (Duits: Flöringen) is een gemeente in het Franse departement Moselle (regio Grand Est). De plaats maakt deel uit van het arrondissement Metz. Fleury telde op 1 januari 2022 1.284 inwoners.

## Geografie
De oppervlakte van Fleury bedroeg op 1 januari 2022 9,71 vierkante kilometer; de bevolkingsdichtheid was toen 132,2 inwoners per km².

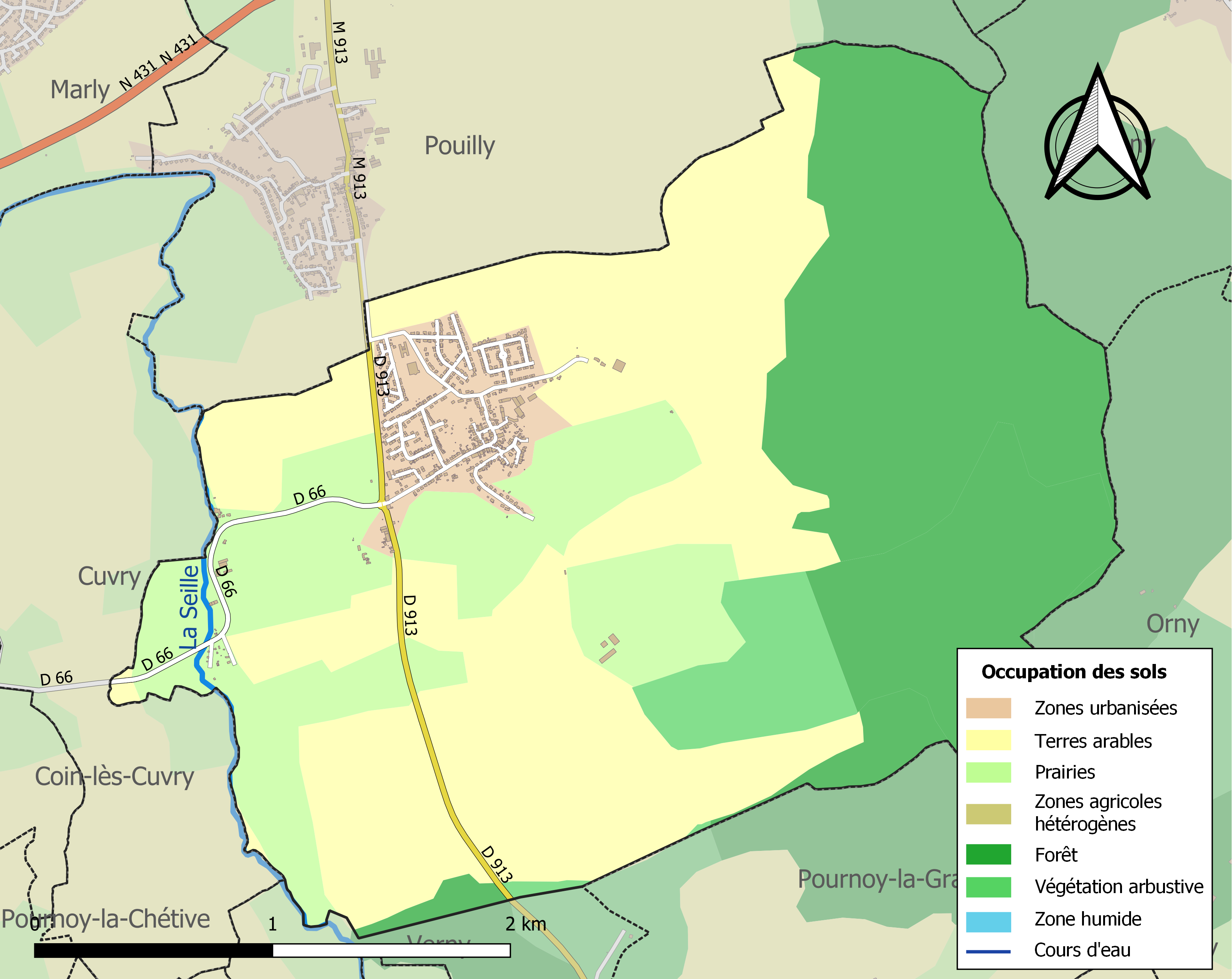
Kaart van de gemeente met de belangrijkste infrastructuur, bodemgebruik en omliggende gemeenten

## Demografie
Onderstaande figuur toont het verloop van het inwonertal (bron: INSEE-tellingen).